# Vujadin Savić
Vujadin Savić, född 1 juli 1990, är en serbisk fotbollsspelare som spelar för APOEL.

## Karriär
Den 14 juli 2019 värvades Savić av APOEL, där han skrev på ett treårskontrakt.